# Agrochira pallidum
Agrochira pallidum är en tvåvingeart som beskrevs av Ian David Whittington 2003. Agrochira pallidum ingår i släktet Agrochira och familjen bredmunsflugor.
Artens utbredningsområde är Nigeria. Inga underarter finns listade i Catalogue of Life.